# Ratusz w Ornecie
Ratusz w Ornecie – ratusz miejski usytuowany na Placu Wolności (rynku) w Ornecie (województwo warmińsko-mazurskie).
Jest to gotycka budowla pochodząca z 1375 roku (jedyny gotycki ratusz na Warmii), w XVII i XVIII wieku obudowana domkami z podcieniami zajmowanymi dawniej przez kramarzy. Do 1920 parter budynku zajmowała hala targowa, na piętrze znajdowały się izby rady miejskiej i burmistrza oraz sala zebrań. Po zniszczeniach II wojny światowej ratusz został odbudowany w latach 1968-1973 z przeznaczeniem na dom kultury. Budynek piętrowy, długości 40 metrów, na obu fasadach posiada ozdobne sterczynowo-skokowe szczyty, dach zwieńczony umieszczoną na środku barokową wieżyczką z zegarem i najstarszym na Warmii dzwonem, pochodzącym z 1384 roku. Niewielkie bezstylowe domki po bokach ratusza zostały odbudowane na wzór średniowiecznych kramów kupieckich.